# Thymin
Đối với loại vitamin có tên gọi gần giống, xem Thiamin.
Thymin (ký hiệu T hoặc Thy), còn gọi là 5-methyluracil hay timin, là tên của một base nitơ thuộc nhóm pyrimidin với công thức hóa học là C5H6N2O2. Đây là một trong bốn base nitơ trong acid nucleic của DNA, cùng với adenin (A), guanin (G) và cytosin (C). Trong DNA, thymin gắn với adenin qua hai liên kết hydro giúp cho cấu trúc của DNA được giữ ổn định, còn trong RNA, thymin được thay thế bằng base nitơ uracil.
Thymin kết hợp với deoxyribose tạo nên nucleoside deoxythymidin, cũng đồng nghĩa với thuật ngữ thymidin. Thymidin có thể được phosphoryl hóa với một, hai hoặc ba nhóm phosphat, tạo nên lần lượt TMP, TDP và TTP (thymidin mono-, di- và triphosphat).
Tên thymin bắt nguồn từ từ thymus, có nghĩa là tuyến ức, do base nitơ này được Albrecht Kossel và Albert Neumann phân lập lần đầu tiên vào năm 1893 từ tuyến ức của bê.